# Лигатура артерије
Лигатура артерије је хируршка процедура подвезивања артерије ради контроле крварења или лечења неких стања попут нпр. епистаксе. Оклузивна лигатура крвних судова, потпуно прекида проток крви у дисталном делу. Материјали који се користи за подвезивање артерија у хирургији. могу бити направљене од свиле, црева, жице или других материјала.
Лигатура артерија се може изводити отвореним или ендоскопским приступима у зависности од локације артерије коју треба подвезати.

## Историја
Кроз историју медицине утврђено је да ако бол, шок и губитак крви због повреда крвних судова нису убиле несрећне жртве, оне су најчешће умирале од инфекције беживотног ткива. 
Ту појаву уочили су још Хипократа и Гален  којима се приписују препоруке за примену лигатуре крвних судова. У старом Риму, лигатуре су се користиле и за лечење хемороида.  Шпански муслимански лекар Ел-Захрави описао је поступак подвезаивања крвних судова око 1000. године у својој књизи Китаб ал-Тасриф.  
 Први који је почео у савременом добу да се бави лигатуром крвних судова био је Амброаз Паре француски лекар, анатом, хирург, иноватор, један од пионира хирургије, који је веровао да би требало пприхватити метод који је осмишљен и приказан у петој  Галеновој књизи  Метода,  да крвне судове треба подвезати у корену, односно код јетре и срца, ако се жели контролисати циркулација (заснованој на Галеновој замисли да вене „долазе“ из јетре, а артерије из срца). Пареова идеја је била кључна за историју хирургије, се сада крварење могло контролисати подвезивањем пресечених, крвавих судова.  Из наше перспективе, ово делује очигледно, али морамо схватити да у то време лекари још нису све знали о циркулацију крви, јер су знање о анатомији људског тела тек почела да се систематизује. У овом контексту, лигација крвних судова је био велики напредак у хирургији.
Коначно лигатура као метода је пронашла своју модерну употребу 1870–1880. године, захваљујући њеној популаризацији од стране Жила Емила Пеана.

## Поступак
Подвезивање крвног суда или, подвезивање веће артерије како би се спречило испадање кружне лигатуре изводи се иглом и неапсорбујућим шавом који се користе за пробијање средине артерије периферније од кружне лигатуре, затим се на једној половини прави један чвор, а затим се око целог крвног суда прави троструки чвор у циљу:
- субоклузивне лигатура крвног суда,
- оклузија главног стабла крвног суда (али се колатерални крвни судови остављају како се не би потпуно прекинула циркулација у периферном делу уда),
- терминална васкуларна лигација (везивање оба краја потпуно пресеченог крвног суда).

## Компликације
У већини хируршких процедура, ткиво се лигира како би се постигла хемостаза. У неким ситуацијама, ткиво које се лигира није лако доступно. То је један од разлога за компликације, појаву интра и постоперативних крварења због
лоше осигураних лигатура.